# 能町みね子
能町 みね子（のうまち みねこ、1979年〈昭和54年〉3月17日 - ）は、日本のエッセイスト、イラストレーター、ライター、コラムニスト、漫画家である。北海道生まれ、茨城県牛久市育ち。「能町 みね子」は父方と母方の祖母の名前を組み合わせたペンネームで、「自称漫画家」を名乗る。

## 来歴
北海道で生まれ、5歳の時に両親が茨城県牛久市へ新居を構えて引っ越した。牛久市立牛久第一中学校、茨城県立土浦第一高等学校卒業後、東京大学文科三類へ進学し、 2001年に同大学教養学部広域科学科人文地理分科卒業。大学卒業後は弘済出版社（現・交通新聞社）に就職するも僅か11か月で退職し、学習塾やコールセンター、出版社でアルバイトをする傍ら、デザイン系の専門学校に通っていた。
2005年にブログ「オカマだけどOLやってます。」を開始し、身体上・戸籍上の性が男性で性同一性障害の診断書を得ていることを隠し、女性として社会生活を送る様子を描く。ブログを元に同タイトルの書籍を2006年に発売した。2007年1月に性別適合手術を受けて戸籍の性別も女性に変更すると、ブログ名を8月14日に「オカマじゃなくなりました。」と変更し、10月7日に当初の目的を果たしたとして更新を終えた。
書籍発売と同時期からブックマン社のウェブサイトでエッセイ「くすぶれ!モテない系」の連載開始を機に、イラストレーター兼エッセイストとして、独自の視点で多くの雑誌連載やウェブ連載、挿絵などを手掛ける。
2011年10月に久保ミツロウとトークライブ「男子禁制!!俺たちデトックス女子会」開催し、以降も不定期に開催する。
ラジオパーソナリティを一般公募したオールナイトニッポン0(ZERO)のオーディションで応募総数1609組から久保ミツロウとコンビで勝ち抜き、2012年4月3日から火曜2部で「久保ミツロウ・能町みね子のオールナイトニッポン0(ZERO)」の放送を開始し、2013年に火曜1部へ昇格して「久保ミツロウ・能町みね子のオールナイトニッポン」となり2014年3月25日まで放送した。2014年4月15日から「俺たちデトックス女子会Podcast」をスポンサーなしで不定期に配信し、iTunesのPodcastランキングで登録初日に1位となった。2015年4月2日から2015年9月24日まで「久保ミツロウ・能町みね子のオールナイトニッポンGOLD」を放送した。
テレビ番組では、久保ミツロウ、ヒャダインとともにメインキャストを務める『久保みねヒャダこじらせナイト』を2013年10月から週1回レギュラーで放送され、2018年4月29日からは月1回放送となり出演中。
2014年10月から2015年9月までフジテレビ系『ヨルタモリ』にレギュラーとして出演した。
2015年5月からNHK総合の『ニュース シブ5時』で、大相撲の本場所がある際に解説者として出演し、2016年1月に「能町みね子のシブ5時相撲部」とコーナー名が付けられた。主に場所開催前の金曜、場所終了後の月曜に放送される。
2015年3月から開始した日本テレビ系ZIP!のアニメコーナー『グッド・モーニング!!!ドロンジョ』でドロンジョ役の声優として出演していた。
2016年4月から1年間放送されたテレビ朝日系『はくがぁる』に、その後も同枠で続いて『Chouchou』に2019年1月までレギュラー出演。どちらも夏目三久MCによるサブカルチャー考察番組である。

## 人物
- 中学時代は卓球部。大学時代は音楽サークルに所属しボーカル[29]とドラム[29]を担当、ギター[30]とベース[31]もこなす。2016年に『能町みね子の純喫茶探訪 きまぐれミルクセ〜キ』（オレンジページ）のPVで自ら作詞・作曲・歌唱・演奏を担当した「ミルクセーキ」を発表した[32]。
- 古い街や駅や建物をめぐる旅や散歩を趣味に[33]、2013年5月13日「森田一義アワー 笑っていいとも!」のテレフォンショッキングで能町みね子自身が日本坂道学会に入りたい旨を直接、タモリに伝えた[34]。大学の卒業論文のテーマは東京などで消えていった旧町名について、だった。
- 好角家で「月刊相撲」などで連載するほか、NHKの相撲番組への出演[3][35]やラジオ[36]、大相撲超会議場所のゲスト解説参加などの活動をしている[37]。
- パフェ評論家の斧屋は、実弟であり著作にも『弟』として登場している[38][39][40][41]。姉弟そろって東京大学を卒業している（本人は教養学部卒、弟は文学部卒）[42]。
- 中島みゆきのモノマネを得意としテレビ[43]、ラジオ[44]などで披露している。
- 元々サッカーにあまり詳しくないが、ムック本の企画で2010年から4年間にわたって、当時四国リーグ・JFL所属だったカマタマーレ讃岐を長期取材した縁で讃岐サポーターとなった。この取材の模様は『「能町みね子のときめきサッカーうどんサポーター」、略して 能サポ』としてまとめられ、2017年にサッカー本大賞を受賞している[45]。
- 2018年1月末に『コラ文春ボケカス、相撲報道で新潮とまったく同じ路線とってんじゃねーよ腰抜けが。』とTwitter上で発言し[46]文春連載を休止していたが、その後連載を再開[47]した。
- 2016年からサムソン高橋と結婚を前提とした同棲生活を続けている[48][49]。
- 2021年から「プチ移住」と称し夏の間、青森市に短期移住し活動の幅を広げている[50][51]。

## 評価
- 中央大学文学部教授の辻泉はブログで能町の著書『雑誌の人格』の「画力とキャッチフレーズ、的確な分析に基づいた文章」を評価した[52]。
- 小島宏は教育出版サイト上の書評で能町の著書『言葉尻とらえ隊』について「教養とセンス」があると述べた[53]。

## 著作

### 単著

#### オカマだけどOLやってます。シリーズ
- オカマだけどOLやってます。（2006年10月 竹書房／2009年8月 文春文庫）
- オカマだけどOLやってます。ナチュラル篇（2007年12月 竹書房）

#### モテない系シリーズ
- くすぶれ！モテない系（2007年12月 ブックマン社／2011年2月 文春文庫）
- 呻け！モテない系（2009年4月 ブックマン社）
- ドリカム層とモテない系（2011年10月 ブックマン社）

#### 雑誌の人格
- 雑誌の人格（2013年11月 文化出版局）
- 雑誌の人格 2冊目（2017年12月 文化出版局）
- 雑誌の人格 3冊目（2020年7月 文化出版局）

#### 言葉尻とらえ隊
- 言葉尻とらえ隊（2014年12月 文春文庫）
- 文字通り激震が走りました（2018年11月 文春文庫）
- そのへんをどのように受け止めてらっしゃるか（2020年9月 文春文庫）
- 皆様、関係者の皆様（2022年2月 文春文庫）
- 正直申し上げて （2024年11月 文春文庫）

#### ノンシリーズ
- たのしいせいてんかんツアー（2008年9月 竹書房／2013年12月 文春文庫）- 文春文庫版では「トロピカル性転換ツアー」に改題
- 縁遠さん（2009年2月 メディアファクトリー）
- ロハす事典（2009年11月 ブックマン社）
- お家賃ですけど（2010年7月 東京書籍／2015年8月 文春文庫）
- うっかり鉄道 おんなふたり、ローカル線めぐり旅（2010年10月 メディアファクトリー／2018年4月 幻冬舎文庫）
- ひとりごはんの背中（2012年1月 講談社）
- ときめかない日記（2012年5月 幻冬舎／2015年2月 幻冬舎文庫）
- お話はよく伺っております（2012年6月 エンターブレイン／2017年11月 文春文庫）
- 逃北 つかれたときは北へ逃げます（2013年2月 文藝春秋／2016年10月 文春文庫）
- 能町みね子のときめきデートスポット、略して能スポ（2016年3月 講談社文庫）
- 能町みね子の純喫茶探訪 きまぐれミルクセ～キ（2016年4月 オレンジページ）
- 能町みね子のときめきサッカーうどんサポーター、略して能サポ（2016年5月 講談社文庫）
- ほじくりストリートビュー（2017年6月 交通新聞社）
- 中野の森BAND（2018年10月 ルーフトップ）
- 私以外みんな不潔（2018年11月 幻冬舎／2022年2月 幻冬舎文庫）

- 結婚の奴（2019年12月 平凡社）

- ほじくりストリートビュー ザ★フューチャー（2021年12月 交通新聞社）

- 私みたいな者に飼われて猫は幸せなんだろうか？（2022年2月 東京ニュース通信社）

### 共著
- 『鉄本』（講談社、2009年）共著・朝倉世界一/ 岩岡ヒサエ/うえやまとち/梅吉/大橋ツヨシ/小田扉/カラスヤサトシ/樹崎聖/けらえいこ/駒井悠/シギサワカヤ/須賀原洋行/曽根富美子/田島隆/東風孝広/とりのなん子/錦ソクラ/松本英子/安田弘之/吉田戦車/若林健次
- 『世はいかにして昭和から平成になりしか』（白水社、2010年）共著・中島岳志/雨宮処凛/清岡智比古
- 『四巨頭会談-男好きの男と女好きの女と女だった男と男だった女』（ブックマン社、2010年）共著・かずあき/竹内佐千子/西野とおる
- 『久保ミツロウと能町みね子がオールナイトニッポンやってみた』（宝島社、2014年）
- 『地球に靴で乗る』（ループ舎 、2021年4月）共著・浅生鴨、小檜山貴裕、高橋久美子、広瀬裕子、穂村弘

### イラスト担当
- ゼロからわかるインドの数学（白夜書房、2007年8月15日） ISBN 4-86191-293-8
- ひと目でわかるインドの数学（白夜書房、2008年2月13日）ISBN 978-4-86191-367-9
- 困ってるひと（大野更紗著、ポプラ社、2011年6月16日）ISBN 978-4-591-12476-5
- シャバはつらいよ（大野更紗著、ポプラ社、2014年7月15日）ISBN 978-4-591-14082-6
- もえプロ♡ : 女子のための"萌える"プロレスガイドブック（文 清野茂樹、PARCO出版、2014年8月22日）ISBN 978-4-86506-084-3
- 中島らもの置き土産 明るい悩み相談室 （中島らも 著、朝日文庫2013年7月5日） ISBN 978-4022647085
- 東京パフェ学 （斧屋 著、文化出版局、2015年3月20日）ISBN 978-4579212347）（斧屋との対談記事も含む）
- 大相撲と鉄道 きっぷも座席も行司が仕切る!?（木村銀治郎著、交通新聞社新書、2021年2月）ISBN 978-4-330-00821-9

### 連載中
- 言葉尻とらえ隊（週刊文春〈文芸春秋〉、2011年10月27日 - ）
- ほじくりストリートビュー （能町みね子の東京リアルストリートビューより改題）（散歩の達人〈交通新聞社〉、2013年8月号 - ）
- 大相撲中継中継（月間相撲〈ベースボール・マガジン社〉、隔月連載 2017年5月号 - ）
- あんたは青森のいいところばかり見ている（まるごと青森〈青森県 観光国際戦略局 観光企画課〉、不定期連載 2021年9月22日 - )
- ショッピン・イン・アオモリ（東奥日報 〈東奥日報社〉、第2, 第4木曜連載 2021年10月28日 - ）
- 買わりばえのしない私 （la farfa〈文友舎〉、奇数月20日, web 月1回連載   2023年3月号 - web 2022年12月31日 - ）
- 久保みねヒャダこじらせ公論 （婦人公論.jp 〈 中央公論新社 〉対談 不定期連載 2023年12月15日 - )

## 出演

### ラジオ
- 久保ミツロウ・能町みね子のオールナイトニッポン0(ZERO)（ニッポン放送、2012年4月3日 - 2013年3月26日）
  - 久保ミツロウ・能町みね子のオールナイトニッポン（ニッポン放送、2013年4月2日 - 2014年3月25日）
  - 久保ミツロウ・能町みね子のオールナイトニッポンGOLD（ニッポン放送、2015年4月2日 - 2015年9月24日）
- ユウガチャ!（FM GUNMA、2015年4月14日 - 終了） - 3週に1回、火曜を担当
- 今夜もオトパラ!（ニッポン放送、2014年9月29日 - 終了） - 木曜日、日刊 オトナの達人のコーナー担当
- 能町みね子 TOO MUCH LOVER（ニッポン放送、2016年4月1日 - 2017年3月31日）
- すっぴん!（NHKラジオ第一、2019年4月10日 - 2020年3月11日） - 水曜日パーソナリティー
- ナイツのちゃきちゃき大放送 （TBSラジオ 、2015年10月31日 - ）常連さんにきいてみようのコーナー担当月一回、第三週土曜日

### テレビ
- 久保みねヒャダこじらせナイト（フジテレビ、2013年10月19日 - 2017年9月23日、2018年4月29日からは毎月1回放送）
- ヨルタモリ（フジテレビ、2014年10月19日 - 2015年9月20日）
- ニュース シブ5時（NHK総合、2015年5月 - 2022年3月） - 主に大相撲本場所開催の直前木曜日[54]と直後月曜日に「シブ5時相撲部」コーナーの解説者として登場していた。
- ニュースLIVE! ゆう5時（NHK総合、2022年5月 -  2024年3月） - 上記『シブ5時』の後継番組。「シブ5時相撲部」の後継コーナー「ゆう5時相撲部」コーナー担当。
- BAZOOKA!!!（BSスカパー!）
  - 第四回地下クイズ王決定戦（2015年7月6日）
  - 史上最狂! 第五回地下クイズ王決定戦!（2015年12月28日）
  - 第6回地下クイズ王決定戦! (2016年8月1日)
- はくがぁる（テレビ朝日系列、2016年4月17日 - 2017年4月2日）
- Chouchou（テレビ朝日系列、2017年4月16日 - 2019年1月20日）
- 金曜日のソロたちへ（2019年10月4日 - 2021年3月19日、NHK総合） - ソロウォッチャー
- 午後LIVEニュースーン（NHK総合、2024年5月10日 - ）上記、『ニュースLIVE! ゆう5時』の後継番組、「SOON相撲部[55]」コーナー担当 大相撲本場所前の金曜
- 歩道・車道バラエティ 道との遭遇（CBCテレビ、2024年2月20日・6月25日・7月2日、2025年7月29日）

### アニメ
- ZIP!アニメコーナー『グッド・モーニング!!!ドロンジョ』（日本テレビ、2015年3月30日 -2016年3月25日） - ドロンジョ役（声の出演）

### ウェブ番組
- ポリタスTV（YouTube）